# 61式戦車 (ガンダムシリーズ)
61式戦車（ろくいちしきせんしゃ、TYPE61 M.B.T.）は、「ガンダムシリーズ」に登場する架空の兵器。初出は、1979年放送のテレビアニメ『機動戦士ガンダム』。作中の軍事勢力の一つである地球連邦軍の主力戦車（MBT）である。
本記事では、外伝作品に登場するバリエーション車についても解説する。

## 名称
テレビ放送中および終了直後に発行された書籍では単に「連邦軍戦車」と表記されることも多かったが、1980年3月発行の『機動戦士ガンダム超百科』や同年7月発行の『ロマンアルバム・エクストラ35 機動戦士ガンダム』では「61式戦車」の表記が確認できる。アニメ雑誌が当時実在した陸上自衛隊の61式戦車の名を代用し、その後のムックなどでもこの名が使われ定着したとする説もあるが、現在確認できる設定画には「地球連邦軍・61式戦車」と記されている。
読み方は、OVA『機動戦士ガンダム MS IGLOO -1年戦争秘録-』第2話に登場する公国軍デメジエール・ソンネン少佐および連邦軍フェデリコ・ツァリアーノ中佐の台詞で「ろくいちしき」と発音している。

## 設定解説
それまで連邦軍の制式主力戦車であった43式戦車に替わり、宇宙世紀0061年に設計・開発・制式採用される（型式番号：M61）。パワーユニットと駆動系の電気化によるバッテリーの大型化、車載電子兵装の極限までの充実化、携行砲弾の増大、自動装填装置の並列化といった諸要素から車体のサイズは計画当初からだんだん大型化し、9メートル以上の車体長となっている。このような従来の戦車の概念をやや外れた形態となったのは、43式戦車採用の翌年に完成した「連邦軍モビルスーツ（MS）の原型」と言われる試験車両の研究・開発計画の影響を受けたためであるという説もある。「究極のMBT」と評され、地上戦の戦術と兵装はその時点で飽和状態であったことから後継車両開発が難航し、20年近くに渡って連邦地上軍の主力となる。しかし、0079年の一年戦争におけるジオン公国軍の地球侵攻作戦において、投入されたザクIIをはじめとする大型人型兵器・MSに対抗しきれず、その後連邦軍でもMSの開発・量産に成功し、本車の製造は中止される（ただし、0087年頃まで使用され続けたとの記録もある）。後継車両として、戦車型のMSであるガンタンクを戦闘車両として再設計したガンタンクIIが期待されている。
2連装の主砲が特徴で、口径は150ミリ。砲塔側面にはスモーク・ディスチャージャーを左右3基ずつ装備。12.7ミリ機関銃を装備することもある。乗員は車長、砲手、操縦手の3名（後述の5型は車長兼砲手と操縦手の2名）。
駆動方式は前述の通り燃焼エンジン式ではなく電気式とされるが、OVA『機動戦士ガンダム MS IGLOO 2 重力戦線』第2話では動かなくなった本車（5型）を「エンジン・ストールしている」と表現する台詞があり、エンジン（内燃機関）の搭載が示唆されている。マイナーチェンジはしばしばおこなわれ、0079年頃にはベトロニクスや装甲などに各種改良が施されている。また、配備地域の特性を考慮した現地改修などもおこなわれており、用途に応じたバリエーションや発展型も生み出されている。標準の車体色は薄紫。

### 劇中での活躍
『機動戦士ガンダム』第23話で初登場。連邦軍ヨーロッパ前線基地に到着したレビル大将が座乗するビッグ・トレー級陸戦艇「バターン」号の周囲に、標準塗装とは異なる緑色の車両が複数展開する。
第25話では、オデッサ作戦に多数が参加（5,800両以上とされる）。連邦軍のMSはまだホワイトベース隊のみであり（試験的に30機が参加したともいわれる）、航空部隊とともに主力を担っている。ビッグ・トレーとともに進軍し、公国軍のダブデ級陸戦艇に集中攻撃をかけるシーンが見られる。なお、同作戦での残存車両は、全車両中2割以下であったという。
第26話では、冒頭のオデッサ作戦のシーンで一瞬登場するほか、ベルファスト基地所属車として緑色とオレンジ色の車両が1両ずつ登場する。港から上陸したゴッグ2機を迎え撃つべく出撃するが、緑色の車両は拡散メガ粒子砲を浴びて撃破される。第27話では、黄緑色の本車の残骸が登場する。
第29話では、ジャブロー基地所属車が登場。基地内に侵入したシャア・アズナブルのズゴックに次々と撃破される。第30話では、ジャブローへ定時爆撃をおこなう公国軍の航空部隊に対して迎撃する車両のほか、基地内に潜入したアッガイと交戦する車両の中に緑色のものも登場する。
劇場版『機動戦士ガンダムII 哀・戦士編』でもオデッサ作戦とジャブロー防衛戦で登場する。なお、本車の砲撃がズゴックに効かないのはテレビ版と同様だが、テレビ版でガンダムのビーム・ライフルに撃ち抜かれ撃破されるアッガイのシーンが、編集によって本車の砲撃によるものにされている。
林譲治の小説版『ジオニックフロント 機動戦士ガンダム0079』では、一年戦争初期に、エイガー少尉率いる本車12両からなる、北米の航空基地で臨時編成された戦車部隊が登場。隊員はサカキ軍曹ほか。3両で1個小隊を編成し、各小隊がMS1機を包囲して同時に攻撃するという戦法によりザクIの撃破に成功する。
孝岡春之介・高崎とおるの小説『機動戦士ガンダム MSV-R ザ・トラブルメーカーズ』では、終戦直後の中央アジアの砂漠地帯で局地制圧型ガンタンク2両と共に哨戒を行う1両が登場する。のちに本車1両を追加し、ディーン・ウエストの陸戦高機動型ザク（ザクタンク仕様）と交戦するが、全車行動不能にされる。

## バリエーション

### 61式戦車5型
OVA『機動戦士ガンダム 第08MS小隊』のオープニング映像が初出で、OVA『機動戦士ガンダム MS IGLOO』シリーズにも登場（詳細は後述）。
後期型の代表とされ、一年戦争開戦時には広く配備されている。度重なる改良によって、初期型とはまったく異なる高性能を獲得したとされる。基本的な性能などは大きく変わらないものの、主砲の口径は150ミリから155ミリへと増大され、ザクの通常装甲部分であれば貫通可能となっている。砲塔は初期型よりかなり低めに再設計されており、被発見率を低下させている。砲塔上部には、車長席からのリモート射撃も可能な13.2ミリ重機関銃M-60 HMG（小隊支援火器を流用）を搭載、後方のバスケットにはオプションとして分隊支援機関銃M-299が備え付けられる。砲塔側面のスモーク・ディスチャージャーは4基ずつに増設されている。
また、乗員は2名と省力化され、車長は砲手を兼任するようになっている。これは電子装備の発達によるものが大きく、衛星とのデータリンクシステムによって他車両と戦場のデータを共有することにより、長距離精密射撃が可能となっている。しかし、ミノフスキー粒子散布下では同システムはダウンし、2名での運用は困難を極めたという。
車体後部の予備弾薬や物資の搭載用スペースに折りたたみ式の簡易ベンチを設置し、4名程度の兵員輸送スペースとしても使用可能となっている。前部のフェンダーに雑具箱、転輪の側面にはサイド・アーマーを装備するが、部隊によっては整備性を重視し、また寒冷地では雪詰まり防止のためにこれらは取り外したままでも運用されている、。おもに欧州方面軍に優先配備され、一年戦争を通じて欧州戦線や北米戦線で活躍している。通常は4両で1個小隊を編成する。標準の車体色はフィールド・グレー。
設定の経緯
『第08MS小隊』のオープニング用に、同作品のメカニックデザイナーのひとりである山根公利によって、原作版をもとにリニューアルされた。絵コンテに土手を上るシーンがあったため、前部にボリュームをつけて迫力を出したという。OVA『機動戦士ガンダム MS IGLOO -1年戦争秘録-』に登場するセモベンテ隊所属車は、このデザインをベースに3DCG化したものである。プラモデル『U.C.HARD GRAPH』では同じくセモベンテ隊所属車として、このデザインをもとに山根によってさらに緻密なディテールがほどこされ、「5型」であると設定された。同月にリリースされたOVA『機動戦士ガンダム MS IGLOO2 重力戦線』にも、「5型」として同型の車両が登場した。
劇中での活躍
『第08MS小隊』ではオープニング以外でも、第7話でオデッサ作戦の敗残兵狩りの陸戦型ジム2機に随伴する1両が登場、公国軍ユーリ・ケラーネ少将が仕掛けた「気化爆弾」により消滅する。車体色はオープニングと同じフィールド・グレー。第9話ではオリーブ・ドラブに塗られた数両がアプサラス秘密工場攻撃のため出撃している。
『MS IGLOO -1年戦争秘録-』第2話では、冒頭の公国軍の第1次地球降下作戦を報じるテレビ放送に残骸が映るほか、鹵獲した陸戦型ザクIIを運用する連邦軍セモベンテ隊所属の2両が登場。第1小隊所属車の車長兼砲手はミッチェル、第2小隊所属車の車長兼砲手はフランシス・マリオン、操縦手はマルコ・サン＝ロザリオ。宇宙世紀0079年5月9日、同隊はアリゾナの砂漠で公国軍の試作モビルタンク・ヒルドルブと交戦、ミッチェル車はマシンガンで、マリオン車は稜線の影に隠れるも主砲で撃破される。いずれも車体色はサンド・イエロー。
『MS IGLOO2 重力戦線』第1・2話冒頭では、3月1日にHLVで地球に降下したジオン公国軍を迎え撃つが、ザクIIになすすべもなく次々と撃破される。第1話では、ヨーロッパ南方戦線の欧州方面軍第44機械化混成連隊所属の車両も登場するが、戦闘シーンはない。
第2話「陸の王者、前へ！」は映像作品で唯一、本車が主役兵器となっている。7月、ドーバー海峡付近まで後退した第44機械化混成連隊第301戦車中隊第1小隊にレイバン・スラー軍曹が配属されるが、同小隊はエンジンが不調の本車1両と、「死神と暮らしている」と揶揄される車長兼第1小隊指揮官のハーマン・ヤンデル中尉のみであった。しかし、スラーを操縦手に迎えた本車は調子を取り戻し、急遽参加した戦闘訓練では少なくとも僚車5両にペイント弾を命中させ、うち2両には連装砲の斉射で両方に命中させるという妙技を見せる。25日の戦車大隊の作戦には再びエンジン不調のためヤンデル車含む第1小隊所属車両は不参加、しかしヤンデルと因縁浅からぬ白いザクII「ホワイト・オーガー」らによって、戦車大隊は戦力の半数を失う。同日深夜、ヤンデルの具申が通り特別編成部隊（隊員はモーガンほか）を率いてホワイト・オーガーらのザクII小隊と交戦。焼夷榴弾や閃光弾（フラッシュバン）、スモークによる撹乱など多彩な戦術を駆使し、五分の戦いを繰り広げる。お互い僚車（機）を失い一対一の戦闘となり、ホワイト・オーガーが勝利したかに見えたが、ヤンデル側は2個小隊8両と見せかけて9両で部隊を編成しており、隙を突いたヤンデル車がホワイト・オーガーのコックピットを打ち抜き勝利する。しかしこちらもその勝利の余韻の隙を突かれ、駆けつけた公国軍の歩兵からなる第11パトロール部隊の対戦車ミサイル攻撃を受け撃破される。ヤンデルは戦死するが、車両から離れていたスラーは生還している。なお、ヤンデルのMS撃墜記録は7機とされる。
第3話冒頭では、オデッサ作戦の前哨戦で陸戦型ジムとともに戦闘に参加している。
吉祥寺怪人の小説『U.C.ハードグラフ ジオン公国編』では、中央ヨーロッパのレシャニス市付近で公国軍に鹵獲された車両が登場。地球降下作戦時に連邦軍戦車部隊が逃げ捨てたもので、1個中隊分の車両に指揮用車両と整備機材も揃っている。4月に第606技術試験隊によってマゼラアタックとの比較試験や模擬戦がおこなわれ、本車のほうが性能に優れるという結果となる。その後、ルドルフ・フェーアマン中尉率いる第502強襲戦車大隊第2中隊に配備され、識別のためもとのサンド・イエローの上に国防色であるオリーブ・グリーンを加えて2色迷彩をほどこし、砲塔の上に白い十字のラインが記される。臨時編成の戦闘団として10両が出撃し、連邦軍の本車の部隊と乱戦になり、5両を撃破するも4両が撃破される。うち2両は味方のザクの誤射によるものであり、皮肉なことに白い十字の真ん中を撃ち抜かれていたという。なお、このように公国軍が鹵獲した本車で戦闘団を構成する事例は、降下作戦初期に各戦域で多く見られたという。
以下の作品に登場する61式戦車は「5型」とは明言されていないものの、外観は5型と同一であるため本項に記述する。
万乗大智の漫画『機動戦士ガンダム アグレッサー』では、本車で構成される、ハインツ・ハイウェイ軍曹が現場の指揮を執るアグレッサー部隊と、ローストン大尉率いる03中隊が登場する。前者は本車の乗員であったチェイス・スカルガード伍長がMSレッドライダーのパイロットとなり、第1話では同機が逃げるふりをしてジャンプし、それを追いかけてジャンプしたザクIIを塹壕にハルダウンして待ち伏せる戦車隊のハイウェイ車が撃破している。残るグフも戦車隊の斉射により撤退する。のちに同隊は宇宙へ上がるため本車を降りる。
寺田ケンイチ・吉野弘幸の漫画『機動戦士ガンダム ラストホライズン』の主人公であるレオ・バルナーク中佐が率いる小隊は、本車1両と陸戦型ジム2機からなる。操縦手はクレイ大尉、砲手はナナオ。第2話では渓谷の河底に潜み、手負いの陸戦型ジムでおびき寄せたザクIIとグフのそれぞれ同時に2つの照準を合わせ、連装砲の各1発を命中させて撃破している。その際、レオは「電動ゆえの渡渉性能（河を渡る能力）」と評している。
夏元雅人の漫画『GUNDAM LEGACY』の「落日の群狼」「砂上の陽炎」では、12月下旬の北アフリカの連邦軍アレキサンドリア基地所属車が登場。終戦直後の公国軍残党掃討作戦にもMSとともに参加している。
漫画版『機動戦士ガンダム サンダーボルト』では、終戦後の0080年にアジアの「南洋同盟」所属車が数両登場。ダリル・ローレンツらのアッガイの攻撃により殲滅される。同作品に登場するメカニックの中では珍しく、5型からアレンジが加えられていない。なお、アニメ版には登場しない。
夏元雅人の漫画『機動戦士ガンダム0083 REBELLION』収録の短編「SOLDIER's DAY III」では、0083年に港湾基地に配備されている1両が登場。10月22日に水陸両用MS・MAからなる公国軍残党「深淵のクラーケン隊」の襲撃を受け、ハイゴッグに蹴られ横転する。
Ark Performanceの漫画『機動戦士ガンダム MSV-R ジョニー・ライデンの帰還』では、0090年に砂漠にある連邦軍基地に配備されている2両が登場する。

### 61式戦車初期2型
アニメ版『機動戦士ガンダム THE ORIGIN』に登場。メカニックデザインは山根公利。安彦良和の原作漫画版でも、ほぼ同型の車両が登場する。
A2型とも呼ばれる初期型の仕様。衛星リンク・システムを使用し、ほかの車両と戦闘データを共用して連携の取れた戦闘が可能。転輪側面にサイド・アーマーを装備し、砲塔上部の機銃には地上からの攻撃を防ぐシールドが取り付けられている。宇宙世紀0068年には、ガンタンク初期型とともに治安維持用としてサイド3のムンゾ共和国に多数配備されている。車体色はグレー。
劇中での活躍
OVA『機動戦士ガンダム THE ORIGIN II 暁の蜂起』では、宇宙世紀0077年にサイド3のガーディアン・バンチで武装蜂起したジオン自治共和国国防軍士官学校の学生達を鎮圧するため、連邦軍治安部隊が本車1両を投入するが、学生のリノ・フェルナンデスによって奪取されてしまう。しかし、シャア・アズナブルの謀略により、味方のロケット・ランチャーの砲撃を受け撃破される。なお、乗員は1名しか確認できない。また、漫画原作版の同エピソードではリノおよび本車は登場しない。